# Belomitridae
Los Belomitridae son una familia taxonómica de grandes caracoles marinos, a menudo conocidos como buccinos.

## Géneros
Dentro de esta familia se encuentra un único género: 
- Belomitra P. Fischer, 1883

### Géneros llevados a la sinonimia
- Pleurobela Monterosato [en Locard], 1897: sinónimo de Belomitra P. Fischer, 1883